# GPU-2A

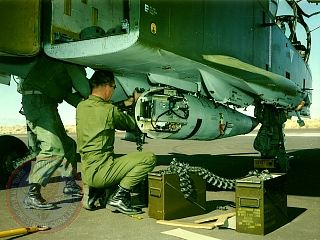
Aufmunitionieren einer GPU-2A an einer OV-10A Bronco

Die GPU-2A ist eine Waffenstation mit einer 20-mm-Gatling-Kanone der US-amerikanischen Streitkräfte. Heute wird er vor allem beim Kampfhubschrauber AH-1 Cobra eingesetzt, früher diente er auch zur Bewaffnung leichter Beobachtungs- und Erdkampfflugzeuge wie zum Beispiel der OV-10 Bronco.
Die GPU-2A ist unter den Tragflächen montiert und beinhaltet eine starr befestigte M197-20-mm-Gatling-Kanone mit drei Läufen und eigenem Antriebsmotor, 300 Schuss gurtlose Munition der Typen M-50 oder PGU, die Steuerungselektronik und eine eigene Batterie für die Stromversorgung. Die Munition wird elektrisch gezündet und die Feuerrate kann im Cockpit auf 750 oder 1.500 Schuss pro Minute eingestellt werden. Theoretisch kann die M197 Feuerraten von 2.000 bis 3.000 Schuss in der Minute erreichen. Praktisch wird auf 730 Schuss pro Minute reduziert sowie in einem Feuerstoß von 100 Schuss abgefeuert.
Die GPU-2A wird zusätzlich zur beweglichen M197 an der A/A49E-7-Geschützhalterung unter dem Cockpit der Cobra eingesetzt.